# Kampen, Helsingfors

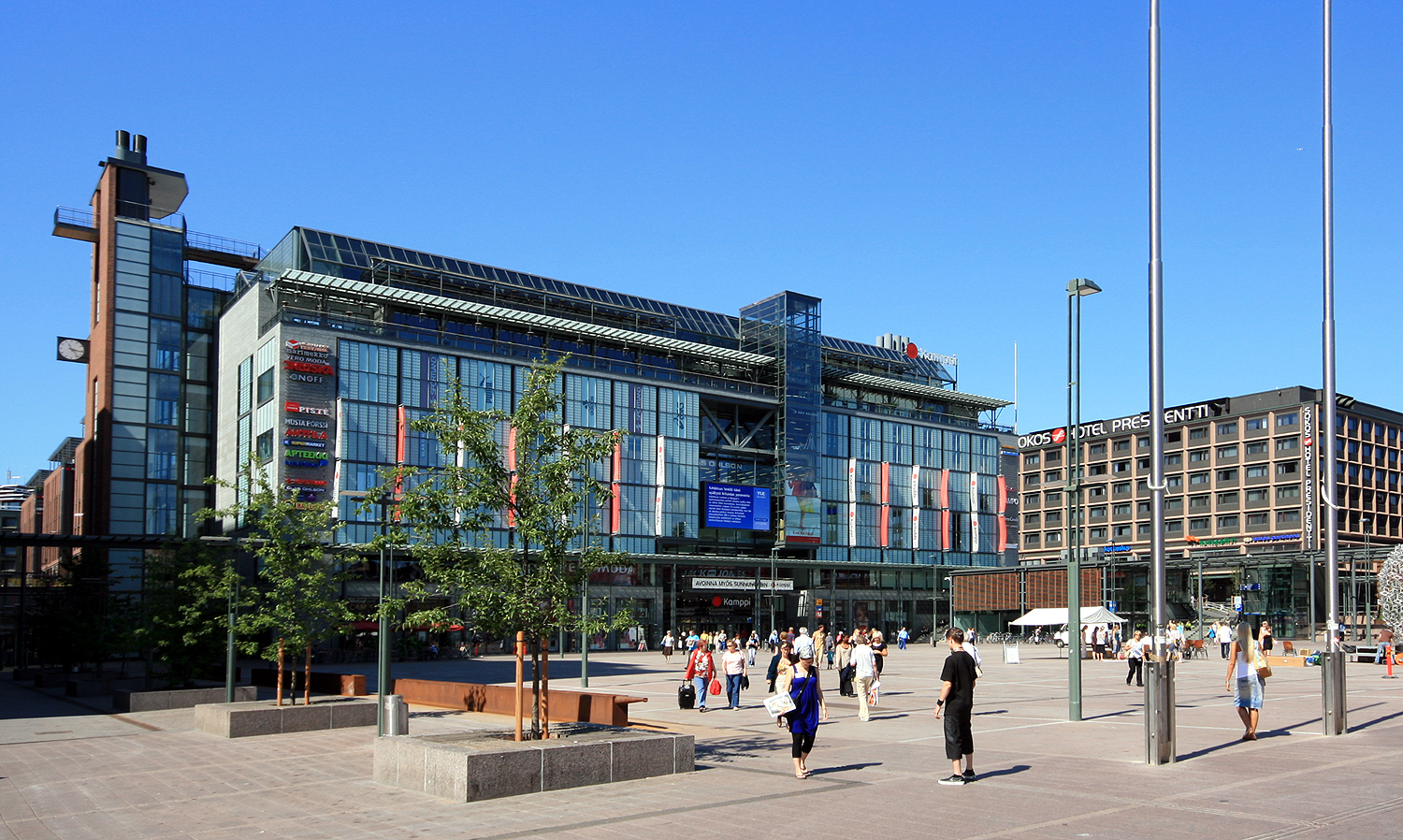
Kampens centrum

Kampen (finska: Kamppi) är en stadsdel i centrala Helsingfors, samt en del av Kampmalmens distrikt. 
Namnet Kampen kommer från användningen av det dåvarande sandfältet där redan under 1600-talet för kamper och tävlingar. Under 1700-talet fanns militäranläggningar på området, och bland dessa en Campementsplats. Andra namnformer var Campen, Exercisplats (1810) och Exercisplan (1866). Efter att Sverige förlorade Finland till Ryssland, höll den ryska armén till på området under 1800-talet. Från denna tid finns ekonomibyggnaden till Åbo kasern – den planerade Kulturkasernen – kvar, ritad av Carl Ludvig Engel på 1830-talet. Under finska inbördeskriget 1918 brann huvudbyggnaden utmed nuvarande Mannerheimvägen ned och revs. Från 1930-talet och fram till år 2005 fungerade Helsingfors busstation i den sista kvarvarande kasernbyggnaden, vilken på 2020-talet byggdes om till kulturhus.
Kampen var tillsammans med Rödbergen ett fattigt område fram till 1870-talet och industrialiseringen, då arbetarstadsdelar uppstod norr om Långa bron. På 1870-talet flyttades klädesmarknaden Narinken till Simonsgatan. Namnet härleds från ryskans rynok ("torg") och formen na rynke ("på torget"), ett torg där framför allt judiska köpmän och lumpförsäljare bjöd ut sina varor. Narinken stängdes år 1929, men namnet återuppstod 2005 i form av det närliggande Narinkentorget på platsen för Helsingfors busstation.
Mitten av Kampen var länge ett asfalterad plats som fungerade som busstation. I den nedre delen byggdes 1936 Glaspalatset på platsen för tidigare Åbo kaserns huvudbyggnad. Byggnaden var först tänkt som temporär för att användas under de senare inhiberade Olympiska spelen 1940, Tennispalatset, i den övre delen, är från 1938. Utrymmena användes under de olympiska spelen år 1952 för bland annat basketboll. Tennispalatset var rivningshotat 1970, men renoverades och blev biograf år 1999 och innehåller också en del utrymmen för Helsingfors stadsmuseum. Det modernistiska Bilhuset blev klart 1958. 
Helsingfors metro nådde Kampen år 1983. På hösten 2002 tömdes busstationens markyta på bussar och man började gräva en enorm grop på 300x100x10 meter. År 2005 var gropen överbyggd och den nya underjordiska, flygterminalliknande busstationen öppnade. Ovanför busstationen finns köpcentret Kampens centrum.
Skolor i stadsdelen Kampen är bland andra Tyska skolan i Helsingfors och Judiska skolan i Helsingfors. Historiskt fanns där flera svenskspråkiga skolor, av vilka de längst varade, båda på Bulevarden, var Svenska fruntimmersskolan, Bullan (1885-1974) och Nya svenska flickskolan, Vilohemmet (1914-1963).

## Bildgalleri

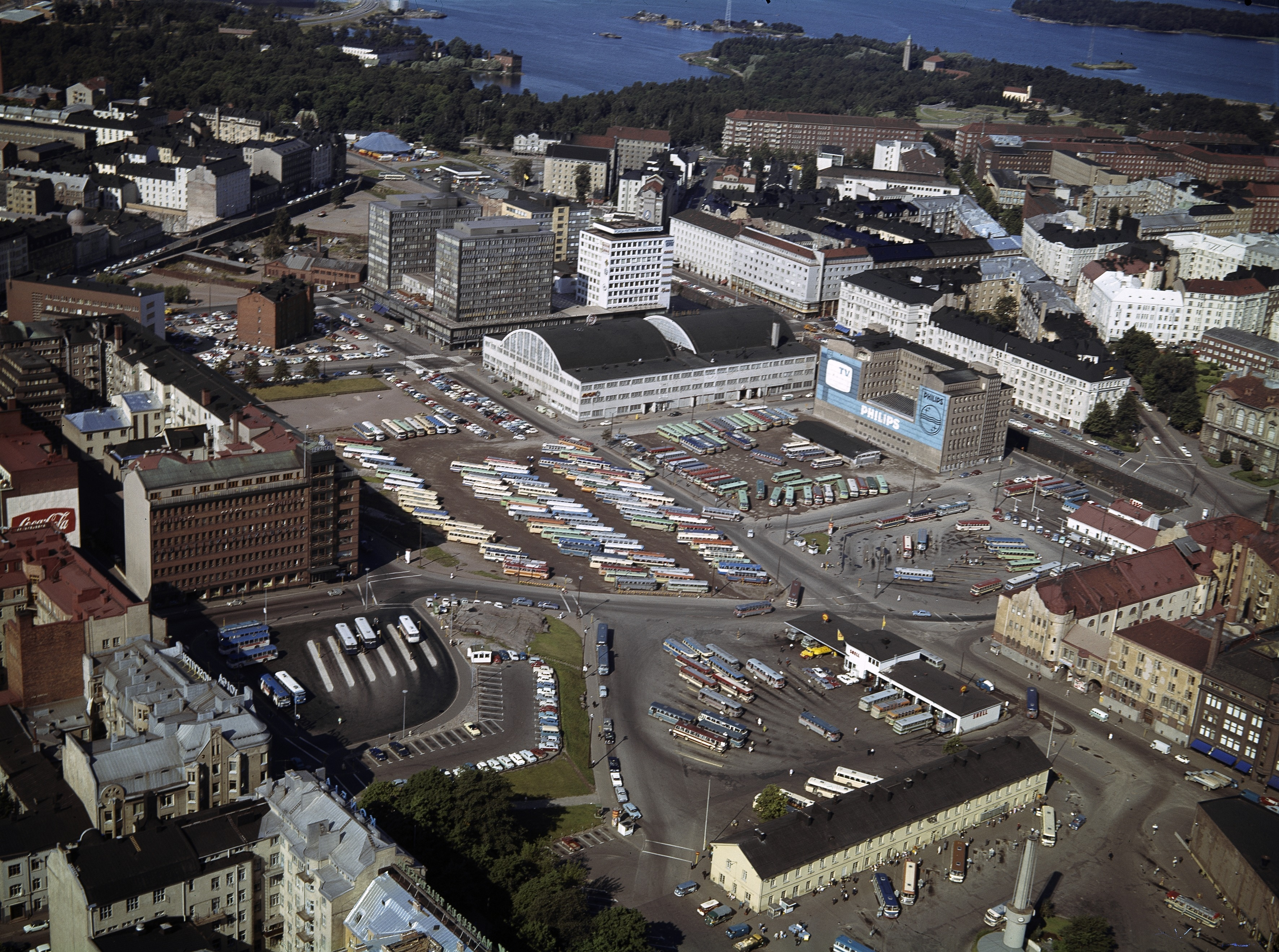
Busstorget, 1964
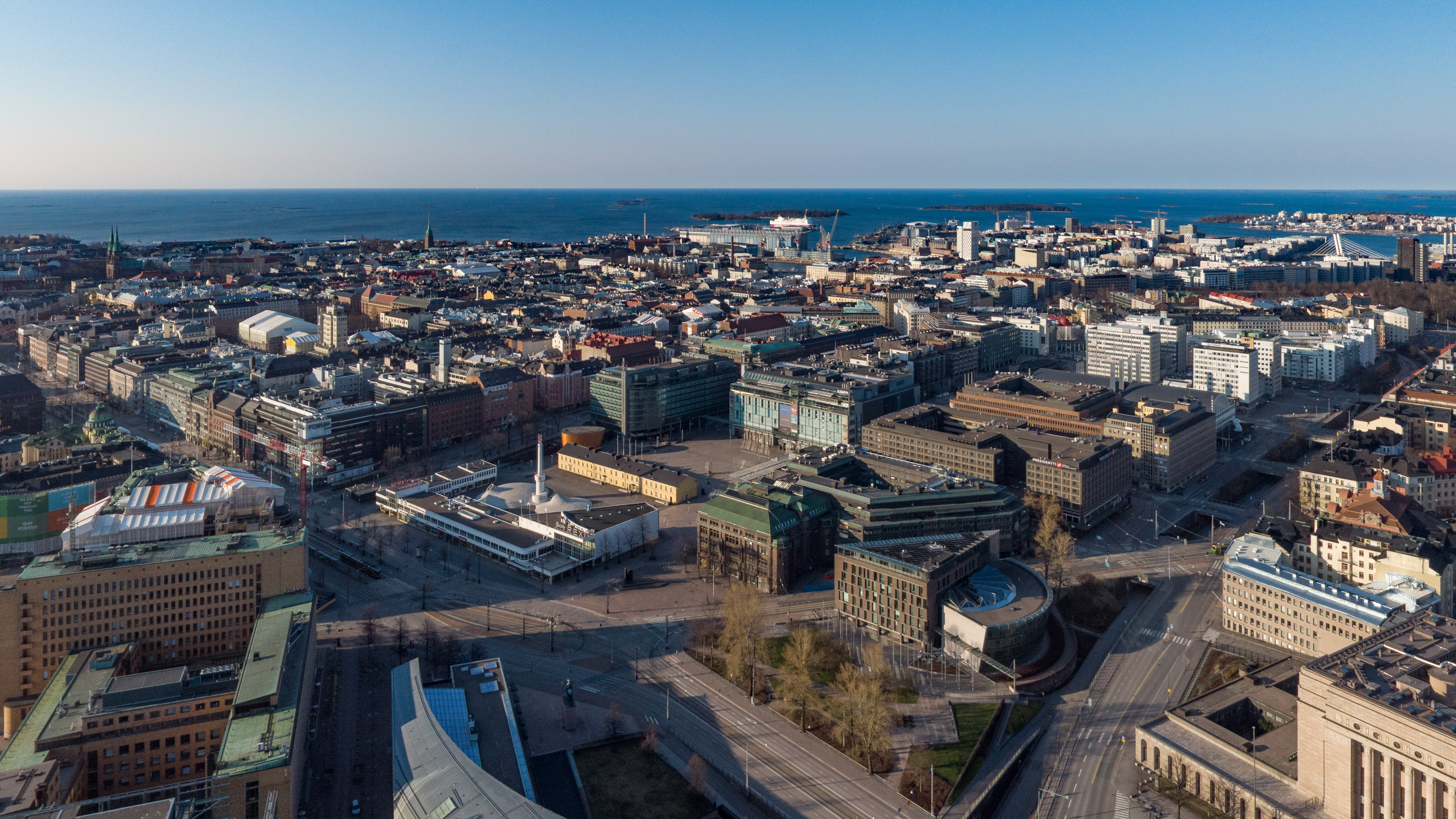
Kampen, 2020
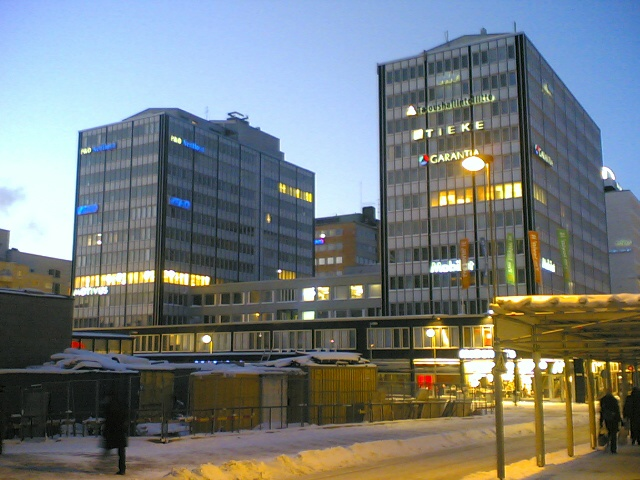
Bilhuset från 1958
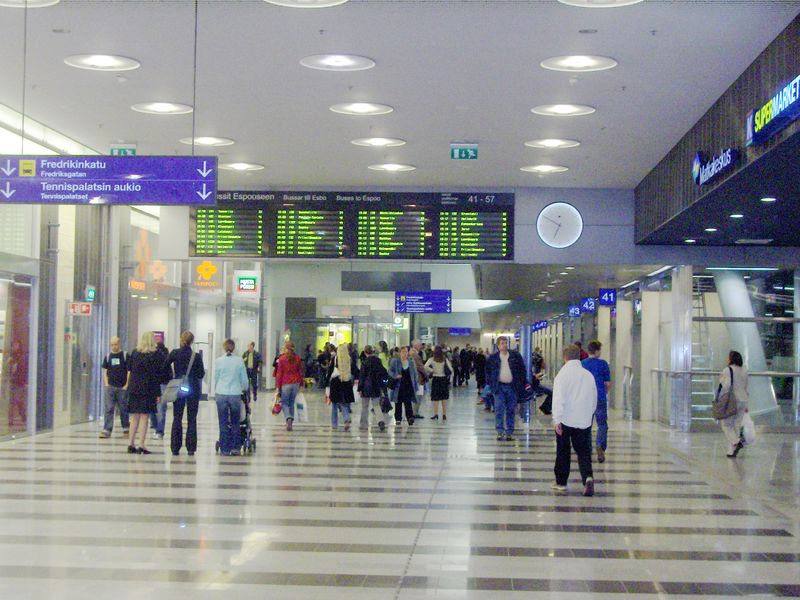
Kampens busstation
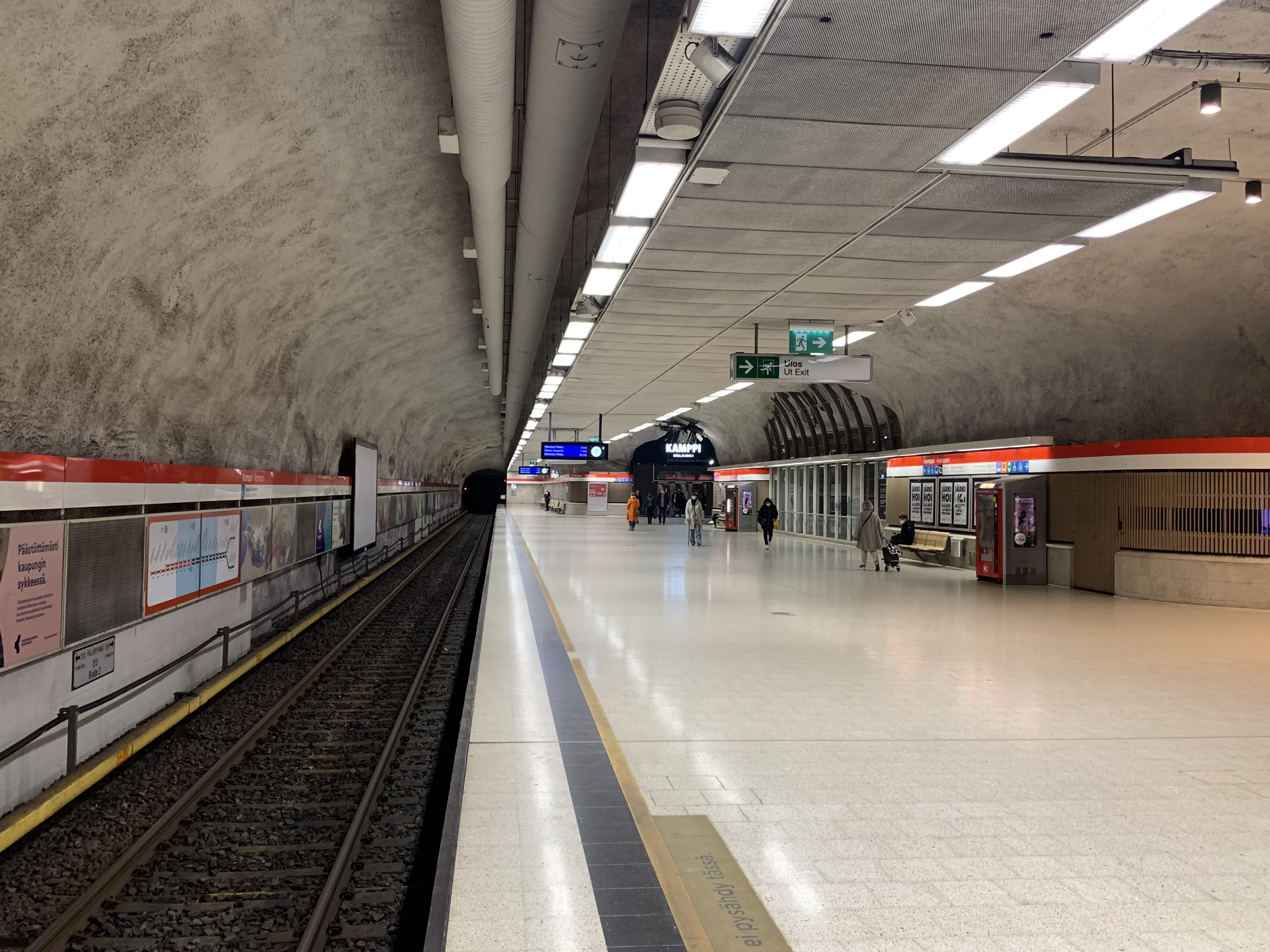
Kampens metrostation
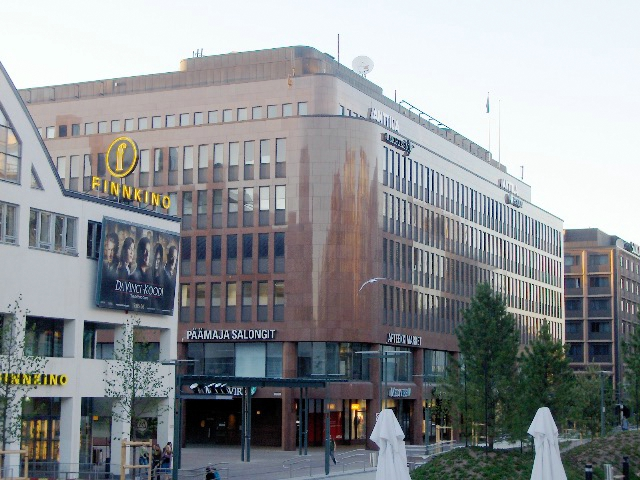
Granithuset
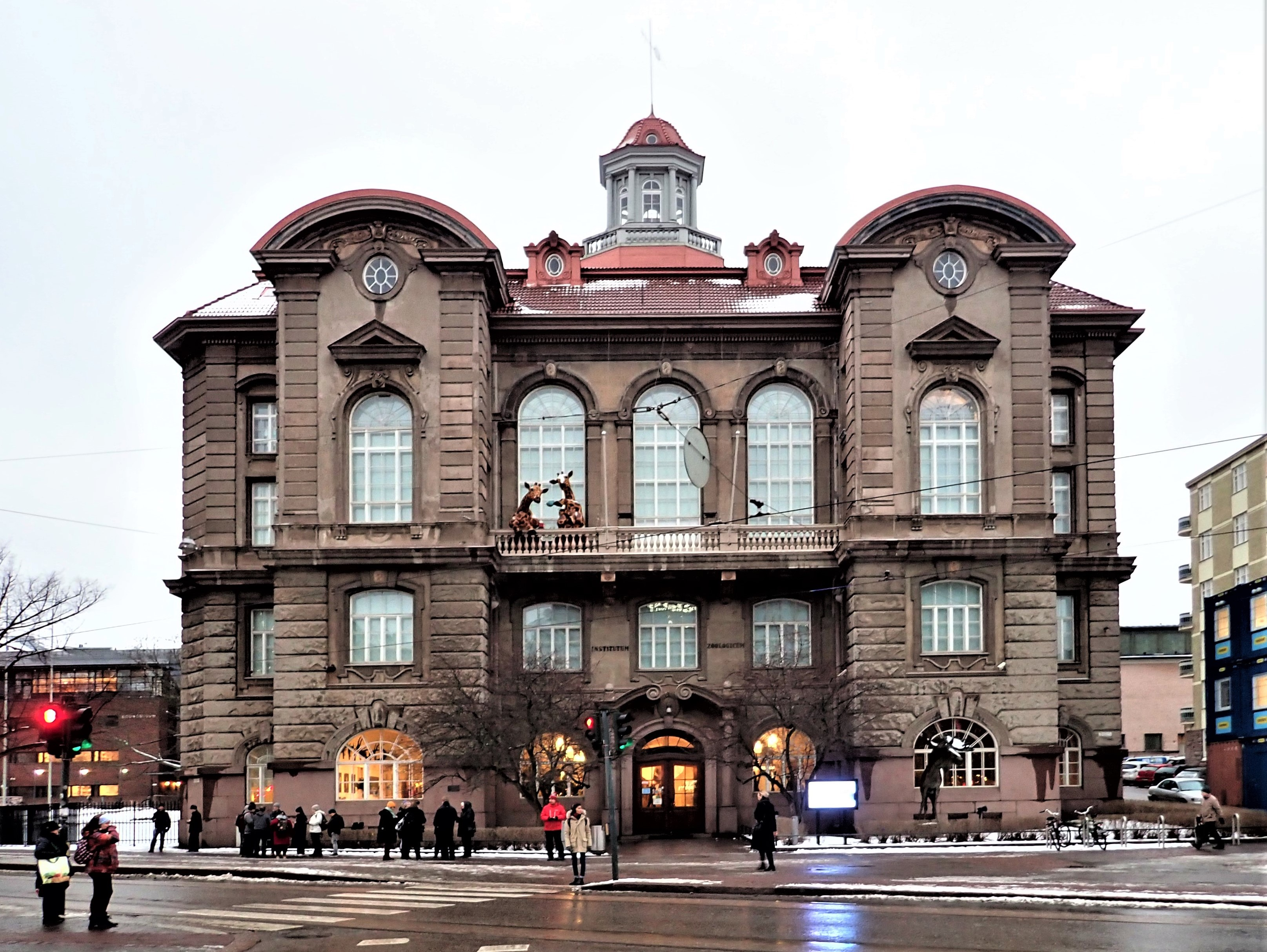
Naturhistoriska museet
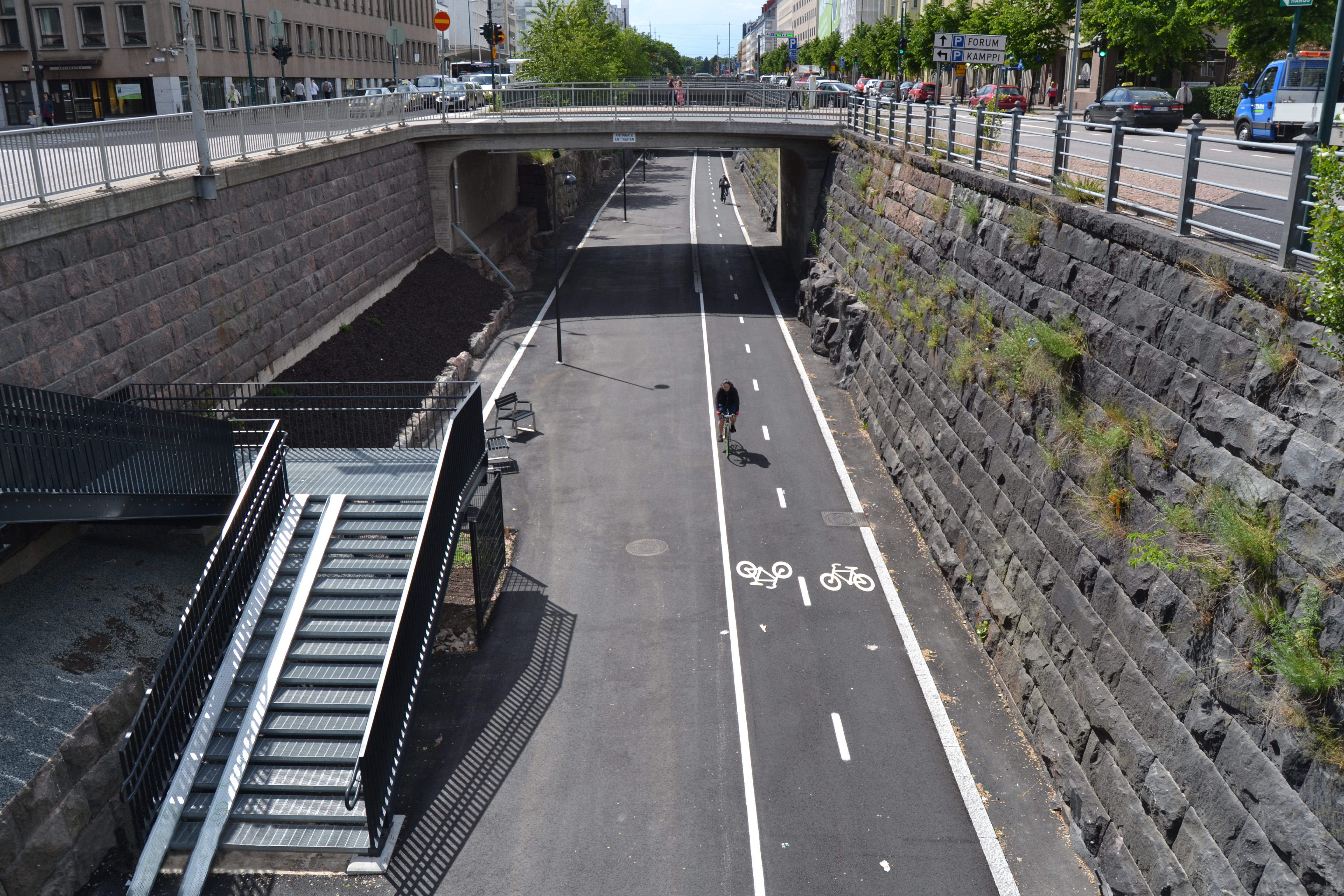
cykelvägen Banan (mellan Norra Järnvägsgatan och Södra Järnvägsgatan)
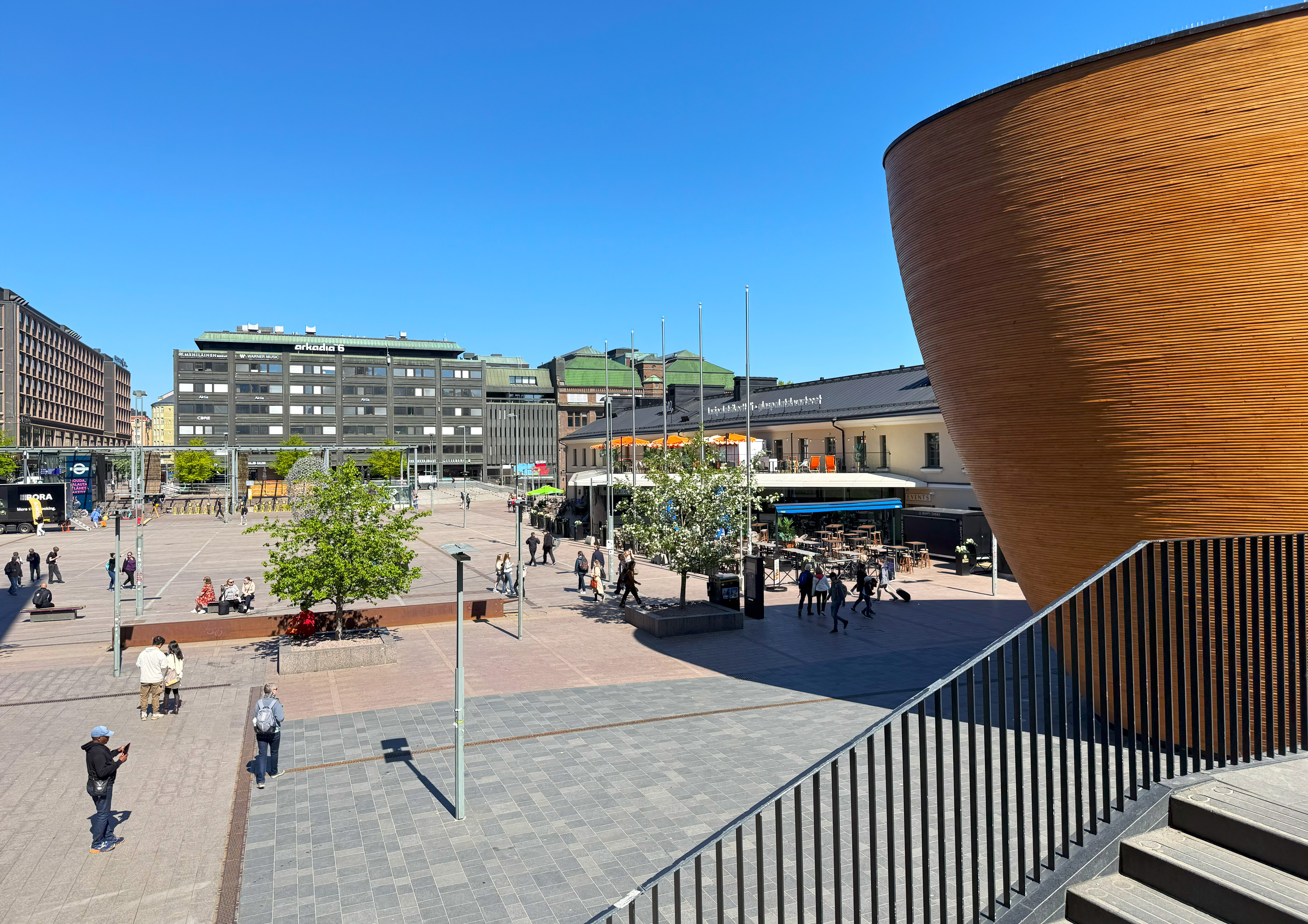
Kulturkasernen vid Narinkentorget, delvis skymd av Kampens kapell